# Coppa Continentale 2000-2001 (hockey su pista)
La Coppa Continentale 2000-2001 è stata la 20ª edizione (la terza con la denominazione Coppa Continentale) dell'omonima competizione europea di hockey su pista. Alla manifestazione hanno partecipato gli spagnoli del Barcellona, vincitore della CERH Champions League 1999-2000, e i portoghesi del Paço de Arcos, vincitore della Coppa CERS 1999-2000.
A conquistare il trofeo è stato il Barcellona all'ottavo successo nella sua storia.

## Squadre partecipanti
| Club          | Qualificazione                        | Partecipazioni precedenti (il grassetto indica la vittoria)                            |
| ------------- | ------------------------------------- | -------------------------------------------------------------------------------------- |
| Barcellona    | Detentore della CERH Champions League | 1980-1981, 1981-1982, 1982-1983, 1983-1984, 1984-1985, 1985-1986, 1987-1988, 1997-1998 |
| Paço de Arcos | Detentore della Coppa CERS            | Esordiente                                                                             |

## Risultati
| Squadra 1     | Totale | Squadra 2  | Andata | Ritorno |
| ------------- | ------ | ---------- | ------ | ------- |
| Paço de Arcos | 2 - 9  | Barcellona | 1 – 2  | 1 – 7   |

| Paço de Arcos 12 ottobre 2000 Finale di andata | Paço de Arcos | 1 – 2 | Barcellona | Pavilhão Desportivo do CDPA |

| Barcellona 22 ottobre 2000 Finale di ritorno | Barcellona | 7 – 1 | Paço de Arcos | Palau Blaugrana |